# Reuven Eytan
Reʾuven Eytan (hebräisch ראובן איתן; geboren als Richard Eisen 22. September 1909 in München; gestorben unbekannt) war ein deutsch-israelischer Verbandsfunktionär.

## Leben

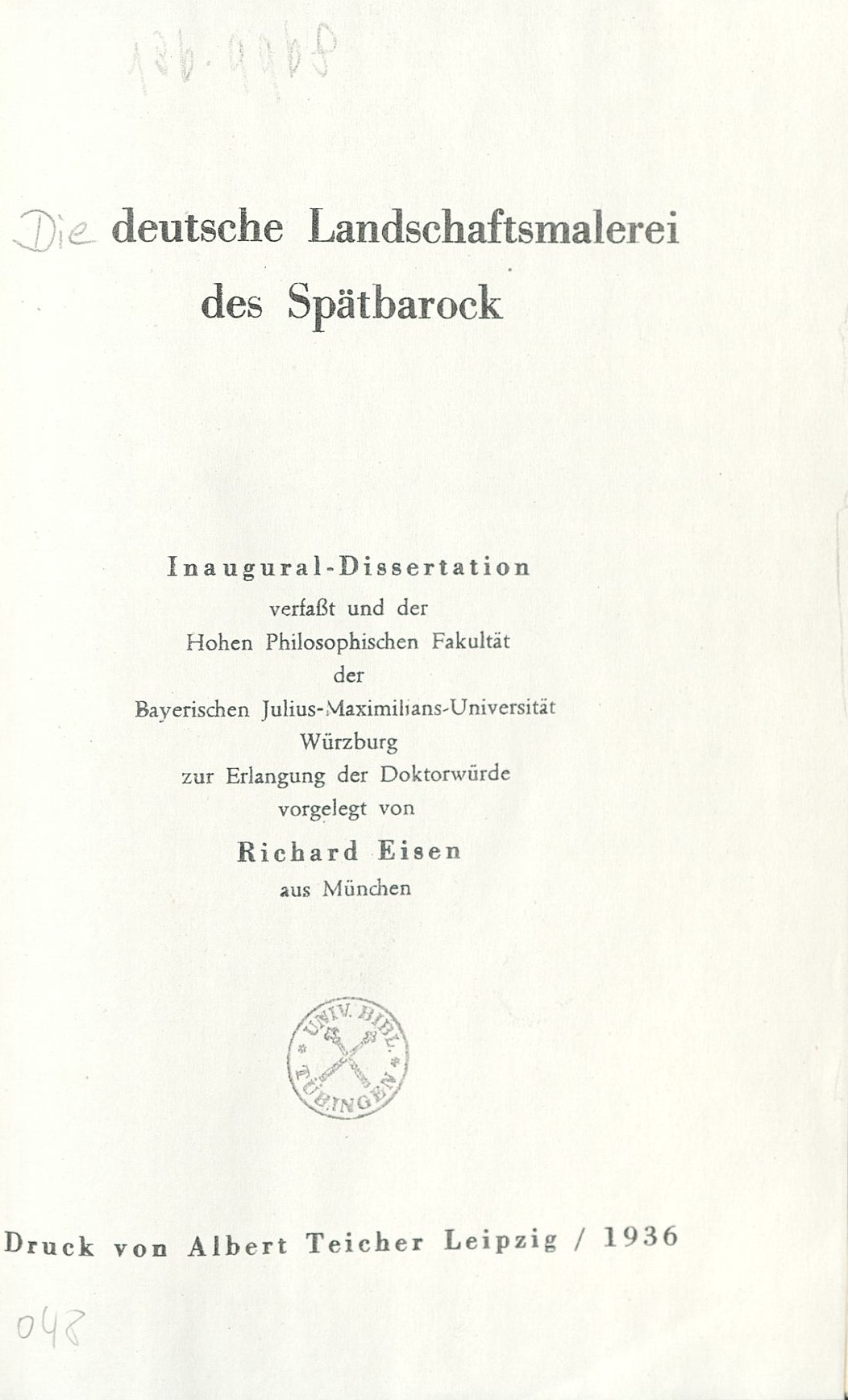
Dissertation (1936)

Richard Eisen war ein Sohn des österreichischen Kaufmanns Jacob Julius Eisen und der Sacra Koerber, sein Bruder Ernst Eisen (Eli Eytan) wurde in Israel Linguist. Er besuchte in München das Theresien-Gymnasium und machte das Abitur am König-Albert-Gymnasium in Leipzig. Eisen studierte Kunstgeschichte in Leipzig, München, Wien und Würzburg, schloss seine Dissertation im Frühjahr 1933 ab und wurde 1934 bei Fritz Knapp in Würzburg promoviert. 
Eisen wurde Mitglied im jüdischen Wanderbund Blau-Weiß, im Kartell Jüdischer Verbindungen (KJV) und in der Wiener Studentenverbindung Kadimah. In München wurde er  Mitglied in der Zionistischen Vereinigung für Deutschland (ZVfD) und später Sekretär im bayerischen Landesverband und Mitglied im Zentralvorstand. Er war Mitglied im Jüdischen Nationalfonds (KKL Deutschland).
Er arbeitete ab 1934 als stellvertretender Geschäftsführer beim Delphin-Verlag in München, der 1937 seinen Betrieb aus politischen Gründen einstellen musste.  
Eisen floh 1937 nach Großbritannien und gelangte von dort im März 1938 nach Palästina, wohin sein Bruder und seine Eltern vor ihm geflohen waren. Eytan, wie er sich jetzt nannte, fand zunächst Arbeit im Zentralbüro des Jüdischen Nationalfonds und ab 1940 in der Zensurabteilung der britischen Mandatsverwaltung in Jerusalem, in Aleppo und in Beirut. Eytan schloss sich der Hagana an und unterstützte die illegale Einwanderung. Er wurde Mitglied der Histadrut.
Eytan arbeitete ab 1945 als Leiter der Organisationsabteilung der World Zionist Organization (WZO) und als Sekretär des Zionist General Council. Er war Verwaltungsdirektor und Vorstandsmitglied des Bezalel National Museum. Er lebte 1974 in Jerusalem.

## Schriften
- Die deutsche Landschaftsmalerei des Spätbarock. Leipzig, 1936. Würzburg, Phil. Diss. 1934